# Trametes socotrana
Trametes socotrana är en svampart som beskrevs av Cooke 1882. Trametes socotrana ingår i släktet Trametes och familjen Polyporaceae.   Inga underarter finns listade i Catalogue of Life.